# Нет уик-эндов у нашей любви
«Нет уик-эндов y нашей любви» (фр. Pas de week-end pour notre amour) — французский кинофильм с Луи де Фюнесом 1949 года.

## Сюжет
Музыкальный фильм об эстрадном певце, его поклонниках и драмах, скрытых от глаз зрителя. Но на следующий день артисты выступают как ни в чём не бывало.

## Интересные факты
- Мария Мобан — Маргарет Дуваль, журналистка
- Луис Мариано — Франк Рено, сын барона, певец
- Жюль Берри — барон Ришар де Валирман
- Луи де Фюнес — Константен, камердинер барона
- Дениз Грей — Габриэль, жена Альвареса и мать Франка